# Argyresthiidae
Famille
Les Argyresthiidae sont une famille de lépidoptères de la super-famille des Yponomeutoidea.
Ils étaient auparavant considérés comme une sous-famille de la famille des Yponomeutidae, sous le nom d'Argyresthiinae.

## Genre rencontré en Europe
Cette famille ne comprend qu'un seul genre en Europe :
- Argyresthia Hübner 1825